# Théodora (impératrice, épouse de Théophile)
Ne doit pas être confondu avec Théodora (épouse de Justinien Ier).
Pour les articles homonymes, voir Théodora.
Théodora (en grec : Θεοδώρα; vers 815-867) est une impératrice byzantine, épouse de Théophile et mère de Michel III, pour le compte duquel elle assura la régence de l'Empire byzantin du 21 janvier 842 au 15 mars 856.
Née en Paphlagonie vers 815, elle fut choisie comme épouse de l’empereur Théophile par l’impératrice-mère Euphrosyne (v. 790 - v. 836) à la suite d’un concours de beauté. Devenue veuve une décennie plus tard, elle s’occupa peu de l’éducation de son fils pour se consacrer au gouvernement de l’État.
En politique intérieure elle restaura le culte des images et persécuta les Pauliciens, alors que sur le plan extérieur elle dut lutter contre les Arabes qui réussirent à s’emparer de la Sicile et de plusieurs régions de la côte italienne.
Las de voir sa mère régner alors qu’il avait atteint sa majorité, Michel III s’allia à son oncle Bardas, mit fin au pouvoir de celle-ci en 855 et la força à se retirer dans un couvent où elle demeura cinq ans avant d’être réadmise à la cour. L’empereur ainsi que son principal ministre furent ensuite assassinés par Basile le Macédonien qui se proclama ensuite empereur, mettant fin à la dynastie amorienne.
Théodora mourut peu après ce double meurtre en 867. Considérée comme une sainte, elle est fêtée par l’Église orthodoxe le 11 février.

## Jeunesse et mariage
Théodora naquit vers 815 à Ebissa en Paphlagonie, région montagneuse d’Asie mineure au bord de la mer Noire. Avec le thème des Arméniaques dont elle avait fait partie, la Paphlagonie était située aux frontières de l’empire et devait faire face aux Arabes au sud et à l’est, ainsi qu’aux pirates Rus’, venus de Scandinavie et qui étaient parvenus par un réseau de fleuves jusqu’en mer Noire.
Selon Théophane continué, son père s’appelait Marinos et était militaire de carrière, ayant occupé les fonctions de drongaire ou de tourmaque, officier supérieur dans l’administration provinciale. Il mourut alors que Théodora était encore jeune. Sa mère s’appelait Florina; après la mort de son mari, elle entra au couvent où elle prit le nom de Théoktista (litt : « don de Dieu), nom sous laquelle on la retrouvera plus tard à Constantinople. Elle avait deux frères, Pétronas et Bardas, ainsi que trois sœurs : Kalomaria, Sophia et Irène. Selon la « Vie de Théodora » la famille était iconophile et aidait les personnes persécutées par les iconoclastes, ce qui n’empêcha pas Kalomaria d’épouser un frère du patriarche iconoclaste Jean VII le Grammairien,.
La jeunesse de Théodora dut être celle d’une jeune fille de bonne famille en province jusqu’en 830 alors qu’elle reçut l’ordre de se présenter au Palais impérial pour le concours de beauté organisé par l’impératrice-mère Euphrosine afin de choisir une épouse pour le jeune Théophile (r. 829 – 842). Celui-ci était alors âgé de seize ans, avait été associé au trône par son père Michel II (r. 842-867) et entendait bien ne pas laisser dicter sa conduite par sa mère. Mais contrairement à son père Constantin VI (r. 780 – 797) qui avait épousé celle que sa mère avait sélectionnée lors d’un concours similaire, Théophile semble avoir choisi (ou crut avoir choisi) lui-même l’élue de son cœur. Le mariage eut lieu le 5 juin, Théodora fut couronnée impératrice et, sa tâche terminée, Euphrosine se retira dans un couvent, .
Théophile était-il alors au courant que tant son épouse que sa mère étaient d’ardentes partisanes des images ? Aucune source ne le précise. Une chose est certaine toutefois : si Théophile n’était pas un iconoclaste de la trempe d’un Léon III (r. 717 – 741) ou d’un Constantin V (r. 741 – 775), il détestait que l’on bafoue son autorité. Ainsi, ayant appris que l’impératrice-mère Euphrosine vénérait des icônes en secret dans son couvent avec ses filles, il interdit à ces dernières de continuer à visiter leur grand-mère. Il fit également tatouer des vers infamants sur le front de deux moines iconophiles, Théophane et Théodore et bruler au fer rouge la main d’un moine peintre d’icônes du nom de Lazare,.
Les années qui suivirent furent marquées par la naissance de sept enfants :
- Thekla (831 - après 867). Son image apparaît en monnaie sous la régence de sa mère. Plus tard, exilée comme ses sœurs dans un monastère par son frère Michel.
- Anna (née vers 832). Éxilée au Karianos.
- Anastasia (née vers 833). Éxilée au Karianos.
- Constantin, mort en bas âge, co-empereur de 834-835.
- Pulcheria (né vers 836). Éxilée au monastère de Gastria.
- Maria (838 - 842). Fiancée à Alexios Mosele . Décédée à l'âge de quatre ans.
- Michel III (19 janvier 840-23 septembre / 24 septembre 867).

Deux ans après la naissance de ce fils, Théophile devait décéder alors qu’il n’était âgé que de vingt-neuf ans après avoir constitué un conseil de régence formé sous l’autorité de l’Augusta Théodora de Thékla, sœur ainée de Michel déjà couronnée, et de trois conseillers masculins : le epi tou kanikleiou (litt : gardien de l’encrier = secrétaire privé de l’empereur) Théoktistus, l’oncle de l’impératrice-mère Manuel et son frère Bardas auquel s’ajouta un proche de l’impératrice, le magistre Serge Nikétiatès.

## Régence

### Restauration des icônes

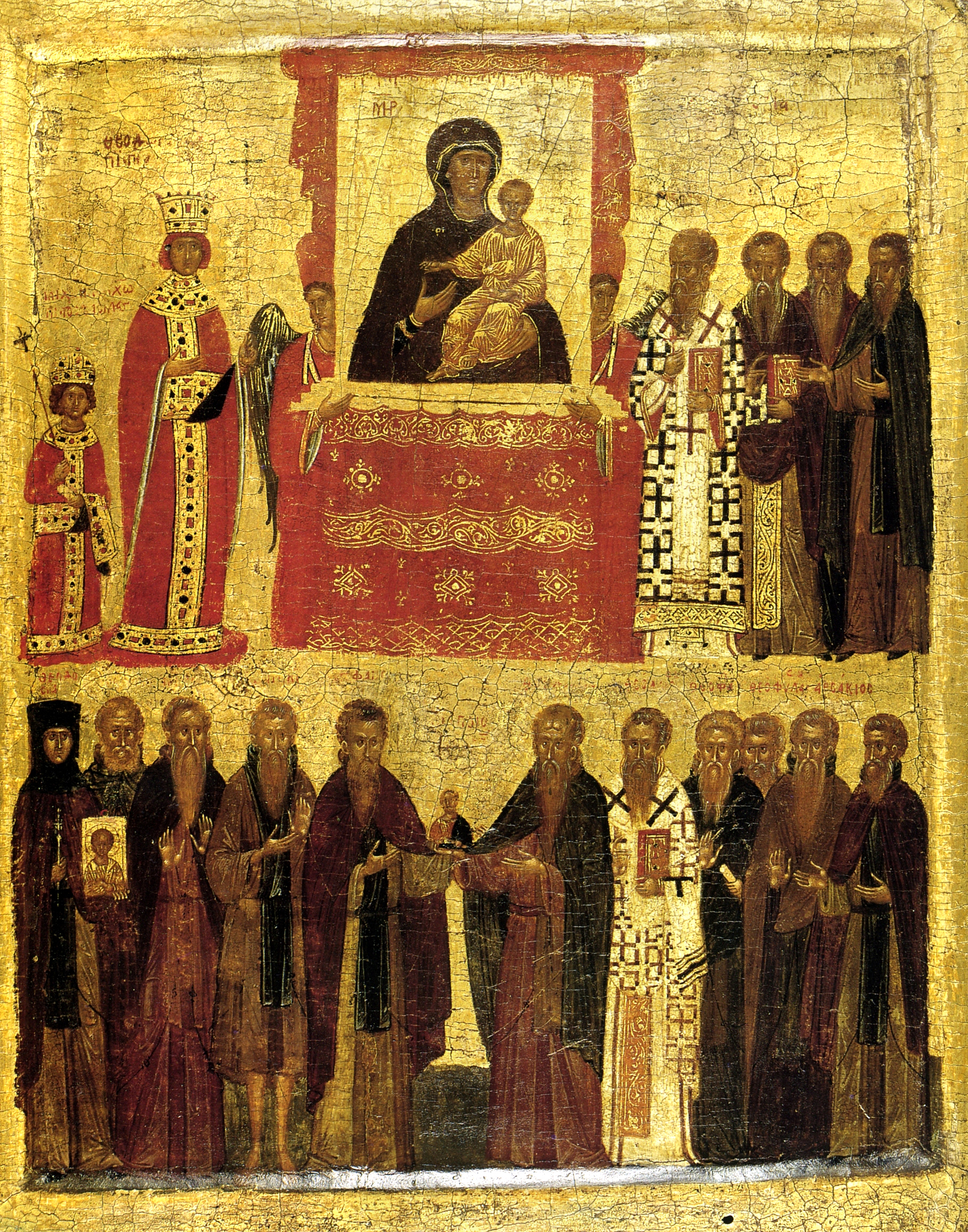
Le triomphe de l’orthodoxie selon une miniature des XIV-XV. Théodora se trouve à gauche dans la rangée supérieure avec le jeune Michel III.

La première tâche que se fixa Théodora fut le rétablissement du culte des images. Instruite par l’exemple d’Irène lors de la première restauration des images en 786, l’impératrice décida d’agir avec la plus grande prudence afin de réussir dans cette tâche sans compromettre l’avenir du jeune Michel.
Pour éviter que celui-ci ne soit vu comme le fils d’un renégat, elle fit circuler la rumeur à l’effet que quelques jours avant sa mort, alors que Théophile agonisant était terrorisé par la crainte d’un châtiment éternel pour les persécutions contre les iconodules, son secrétaire, Théoktistos, lui-même iconodule, était entré dans la chambre et s’était approché du lit du mourant alors qu’il portait au cou un enkolpion, collier auquel était suspendue une icône. L’empereur se serait emparé de celle-ci pour l’embrasser, à la suite de quoi une grande paix l’aurait envahi lui permettant de mourir paisiblement quelques jours plus tard,.
Ce n’est qu’après de longues tractations, signe que rien ne devait être laissé au hasard, que le nouveau gouvernement se décida à agir quatorze mois plus tard. Il existe plusieurs versions concernant la façon dont les opérations furent menées, les unes attribuant leur conduite à Théodora et à son secrétaire Théoktistos, les autres à l’oncle de Théodora et aux moines du monastère du Stoudion.
La première partie de l’opération consistait à déposer le patriarche Jean le Grammairien, patriarche iconoclaste nommé par Théophile plus en raison de ses aptitudes intellectuelles que de son zèle religieux, mais qui n’en était pas moins exécré par les iconodules  . Après avoir rappelé d’exil ou extrait de prison les principaux iconodules, un synode se tint à la résidence de Théoktistos au cours duquel le patriarche fut déposé en son absence et remplacé par un moine, Méthode, devenu l’un des proches de l’empereur après lui avoir donné l’explication d’un document mystérieux concernant son avenir , .
Plutôt que de convoquer un nouveau concile où la majorité des évêques aurait été iconoclaste, le synode décida plutôt de confirmer simplement les conclusions du Septième Concile Œcuménique qui avait mis fin à la première période iconoclaste en 787. À la demande instante de Théodora, le nom de son défunt mari ne fut pas inscrit parmi ceux des iconoclastes majeurs, maintenant anathématisés comme hérétiques.  On s’en prit plutôt à l’ex-empereur Constantin V dont les restes furent exhumés de son sarcophage de marbre vert, réduits en cendre et dispersés pendant que les plaques du sarcophage servaient à la rénovation de  l’église Notre-Dame du Phare,. Par contre, les corps de Théodore le Studite et du patriarche Nicéphore, considérés comme des martyrs iconodules et morts en exil, furent rapatriés à Constantinople et déposés en grande pompe à  l’église des Saints-Apôtres .
C’est ainsi que le 10 mars 843, le samedi précédent le premier dimanche du Carême, fut tenue une vigile au Palais des Blachernes avec tout le clergé lequel se rendit le lendemain avec l’empereur, Théodora et toute la cour à Hagia Sophia où fut célébré le « Triomphe de l’Orthodoxie », fête encore rappelée de nos jours le premier dimanche du Carême par l’Église orthodoxe, .
Le nouveau patriarche démit de leurs fonctions l’ensemble des évêques iconoclastes; toutefois, ceux-ci ne furent ni maltraités, ni même privés de leur liberté, tant l’iconoclasme n’était plus un sujet présentant un véritable danger pour l’Église et pour l’État. Par contre, cette magnanimité enflamma les moines zélotes qui auraient voulu voir leurs ennemis endurer ce qu’ils avaient eux-mêmes dû endurer. Les moines du monastère du Stoudion mirent même un tel acharnement contre Méthode qu’ils furent excommuniés,. Le patriarche devait mourir peu après, le 14 juin 847. Concession au parti des Studites, le trône patriarcal devait alors être attribué à un moine rigide, près de leurs idées, Ignace, qui sera par la suite entrainé dans un autre conflit contre Photios qui devait déchirer l’Église de Constantinople.
Mais si l’impératrice et le patriarche usèrent de modération à l’endroit des anciens iconoclastes, il n’en alla pas de même avec les Pauliciens, mouvement  néo-manichéen, probablement d’origine arménienne, qui soutenu par les empereurs au départ, avait pris une telle ampleur en Asie mineure que tant Léon l’Arménien (r. 813 – 820) que Théophile avaient dû sévir. Il en était résulté une émigration des Pauliciens vers le territoire de l’émir de Mélitène et nombre d’entre eux combattaient maintenant avec les Arabes. Théodora déclencha une véritable persécution qui couta la vie à des milliers d’entre eux ,.

### Campagne contre les Arabes

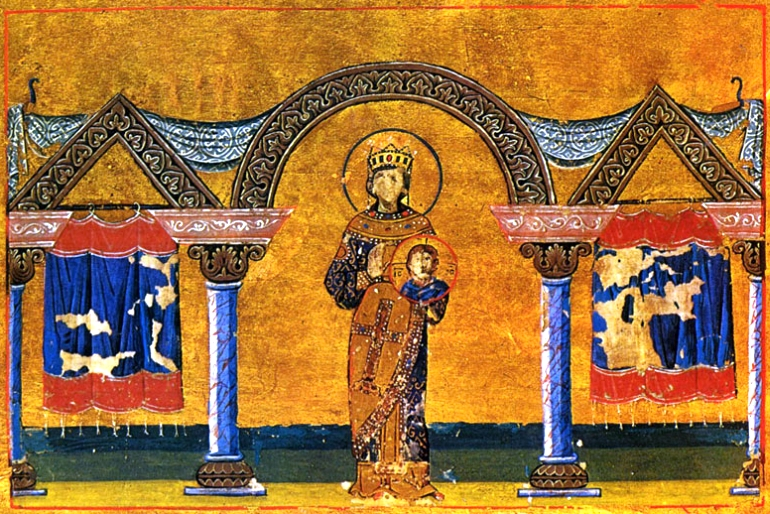
Théodora, telle que représentée dans le Ménologue de Basile II.

Les défaites militaires enregistrées par l’empire ayant constitué l’une des causes de l’iconoclasme, Théodora entendait prouver qu’un régime iconodule pouvait être victorieux. Aussi, quelques semaines après le Triomphe de l’Orthodoxie, elle envoya une expédition conduite par Théoktistos et Serge Nicetiatès reprendre la Crète alors aux mains des Arabes. Celle-ci commença favorablement, mais bientôt Théoktistos eut vent que Bardas, le frère de Théodora,  cherchait à l’évincer auprès de l’impératrice. Laissant l’armée entre les mains de Serge il voulut retourner à Constantinople. Au même moment toutefois, l’émir de Mélitène, ‘Amir, se dirigeait vers Constantinople avec une grande force. Théoktistos leva une nouvelle armée et se porta à sa rencontre mais fut battu là où le Mavropotamos se jette dans le Bosphore, en plein territoire byzantin. Les Arabes ne purent toutefois aller plus avant car des luttes intestines provoquées par l’apparition de l’élément turc les forcèrent à conclure la paix et à procéder à un échange de prisonniers (845-846) ,. Toutefois, les Arabes d’Afrique parvinrent à accroitre leur contrôle sur la Sicile et à avancer sur la côte est et ouest de l’Italie, capturant Bari en 841 et pillant Ostie en 846 . Les Byzantins prirent leur revanche en 853 lorsque leur flotte mit le cap sur l’Égypte où ils s’emparèrent de la forteresse de Damiette qui fut rasée.

### Administration de l’empire
L’apaisement des tensions religieuses et la paix, bien que précaire, aux frontières permirent de consacrer les énergies à l’administration de l’État. Celle-ci était maintenant passée aux mains de Théoktistos qui écarta son principal adversaire, Bardas en 844, et devint pratiquement l’unique conseiller de Théodora. Cultivé, il encouragea l’enseignement dans l’empire  et sa judicieuse politique en matière financière permit de regarnir les coffres de l’État, pendant que des relations plus suivies avec l’empire bulgare de Boris Ier et la soumission des Slaves du Péloponnèse par le stratégos Théoktistos Bryennos vers 847/850 devaient être le prélude à la conversion de la Bulgarie et à l’activité missionnaire qui devait se déployer sous Michel III dans la Grande Moravie, ,.

## Chute de Théodora

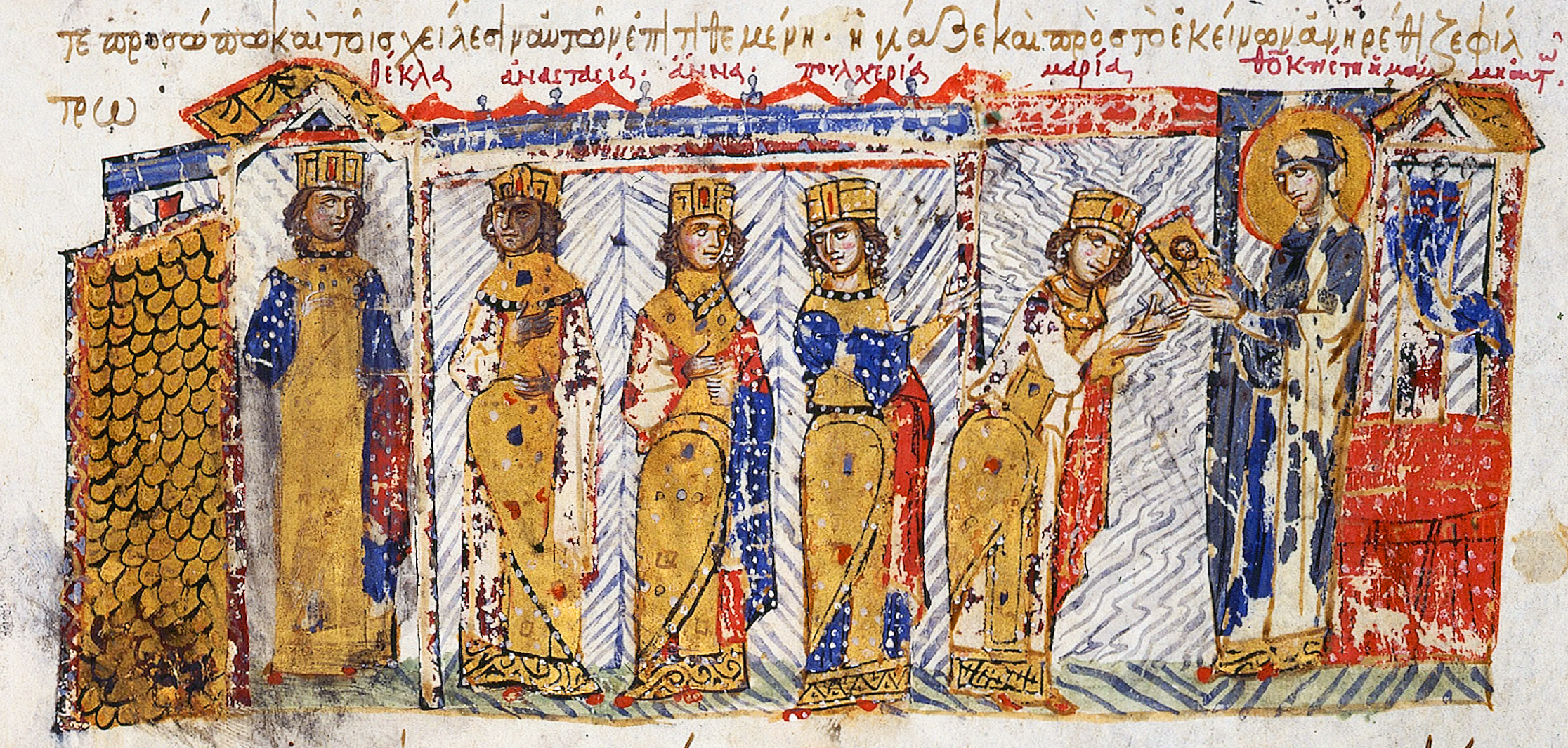
Les filles de Théodora apprennent de leur grand-mère, Théoktista, le culte des images (Madrid Skylitzès).

Pendant ce temps, le jeune Michel III avait atteint sa majorité légale et, vers l’âge de quinze ou seize ans, avait pris une maîtresse dans la personne d’Eudocie Ingerina, laquelle manifestement ne plaisait pas à Théodora. L’impératrice-mère força son fils en 855 à contracter un mariage légal avec une autre Eudocie du nom de Decapolitissa, à l’issue disent certaines sources d’un concours de beauté,,.
Si Michel obéit fidèlement à sa mère, il n’en conserva pas moins sa maîtresse et fit revenir au Palais le frère de Théodora, Bardas, écarté du pouvoir en 844. Avec celui-ci, il organisa le meurtre de Théoktistos le 20 novembre 855. En mars de l’année suivante, une commission du Sénat proclama Michel III seul empereur, mettant ainsi fin à la régence,,.
Pendant deux ans, Théodora essaiera de maintenir son rang et refusera de quitter ses appartements du Palais. Michel tenta bien de faire pression sur elle, exilant d’abord trois de ses sœurs dans un monastère ou un palais appelé Karianos et la plus jeune, Pulchérie réputée la favorite de Théodora, au monastère familial Ta Gastria . Finalement, il exigea du patriarche Ignace que celui-ci tonsure sa mère pour l’envoyer également dans un couvent, ce que le patriarche refusa de faire, provoquant ainsi sa propre déposition en novembre 858. Ce sur quoi, l’empereur la fit simplement expulser du palais et enfermer avec Pulchérie au monastère Ta Gastria, probablement en août ou septembre 858. Théodora devait y rester cinq ans. Il semble toutefois qu’après la victoire de son autre frère, Pétronas, sur Omar al-Aqta l’émir de Mélitène, on lui ait permis ainsi qu’à ses filles de quitter le couvent. Ayant retrouvé son rang et réadmise à la cour (témoignant ainsi d’un certain rapprochement avec son fils)  elle ne s’occupa plus que d’œuvres charitables. 

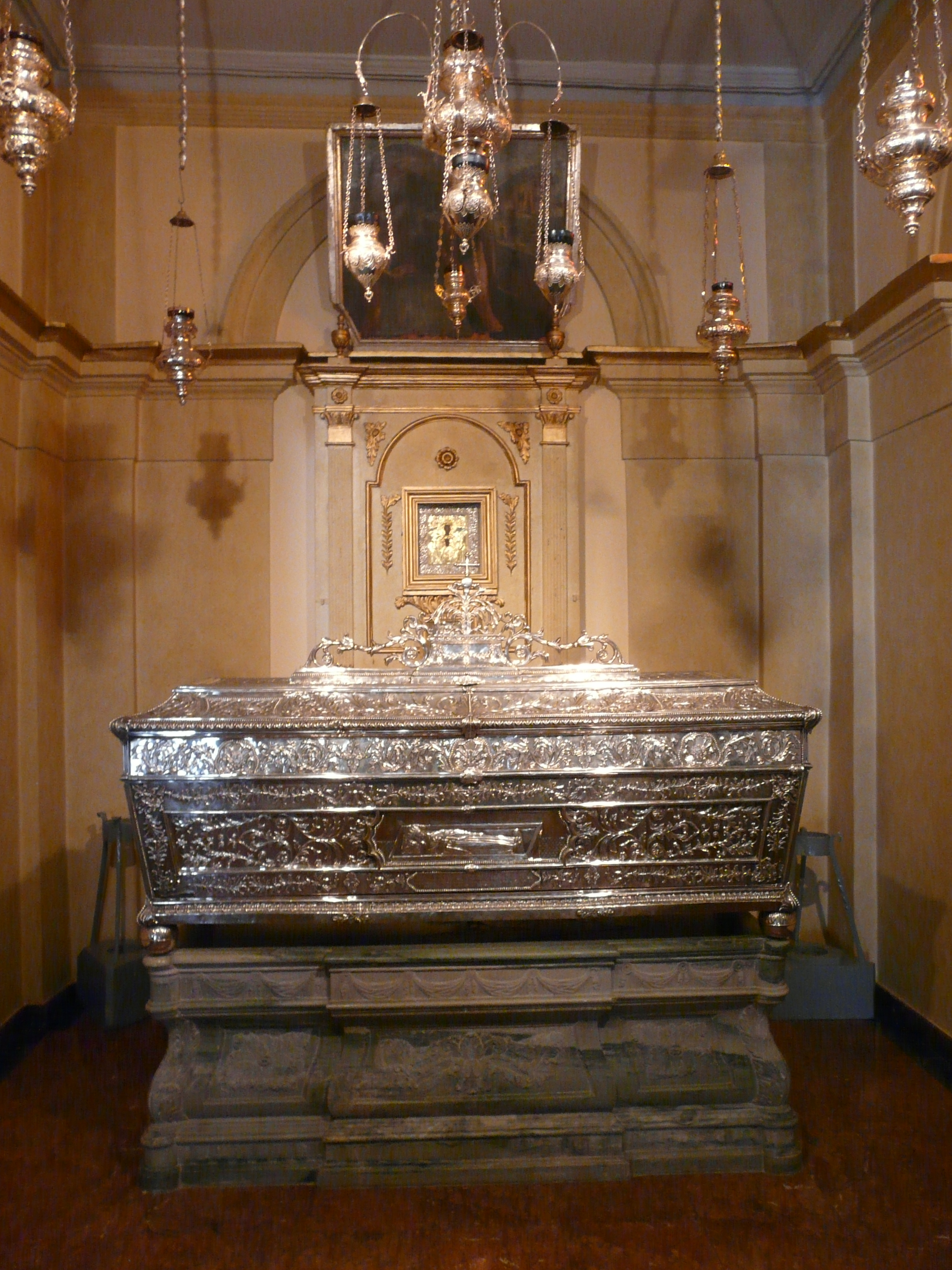
Reliquaire en argent où sont conservées dans la cathédrale orthodoxe de Corfou les reliques de sainte Théodora.

D’après Léon le Grammairien et le continuateur de Georges le Moine, lorsqu’elle apprit la nouvelle du meurtre de Michel III et l’avènement de Basile Ier, Théodora et ses filles se seraient ruées au palais Saint-Mamas où elles auraient trouvé le corps de l’empereur enroulé dans un tapis. Elles l’auraient alors fait transférer à un monastère de Chrysopolis où il aurait été inhumé. On ignore ce qu’il advint d’elle après cette date. D’après les archives du monastère Ta Gastria, elle mourut le 11 février 867 et y fut ensevelie à côté de trois de ses filles, près de son frère Pétronas.
Canonisée par l’Église orthodoxe[Quand ?], elle est fêtée le 11 février. Ses reliques sont, après la chute de Constantinople où elles étaient déjà honorées, transférées en 1456 (en même temps que celles de saint Spyridon) par le moine Giorgios Kalochairitis à Corfou (alors possession vénitienne). Les reliques de sainte Théodora sont aujourd'hui conservées dans la cathédrale métropolitaine de la très sainte Vierge Theotokos Speliotissis, où elles sont portées en procession le dimanche du Triomphe de l’Orthodoxie, premier dimanche du carême.